# 三重県道555号大泉東停車場線
三重県道555号大泉東停車場線（みえけんどう555ごう おおいずみひがしていしゃじょうせん）は、三重県いなべ市を通る、かつて存在した一般県道である。

## 概要
いなべ市員弁町東一色からいなべ市員弁町大泉に至る。
いなべ市街地と大泉駅を最短で結ぶ道路である。路線名称の「大泉東停車場」は旧大泉東駅に由来する。当駅は大泉駅の開業に伴い、廃止された。

### 路線データ
- 起点：いなべ市員弁町東一色（字天皇605番地先：旧三岐鉄道北勢線 大泉東駅前、三重県道556号大泉東停車場北大社線起点）
- 終点：いなべ市員弁町大泉（字野中1281-1番地先：大泉交差点、三重県道611号大泉多度線交点）
- 総延長：988 m

## 歴史
- 2025年（令和7年）3月25日 - 三重県告示第202号により廃止[1]。

## 地理

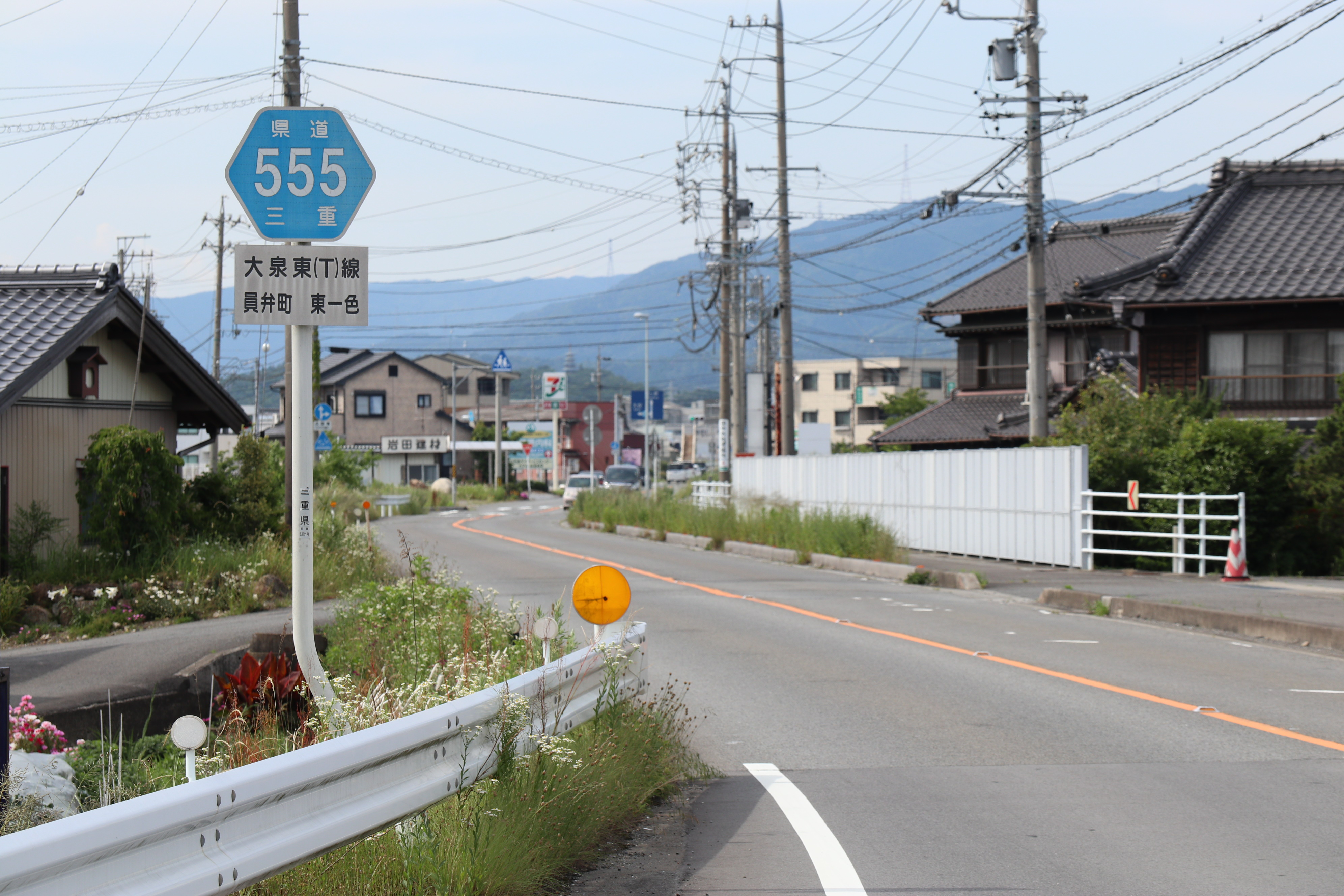
いなべ市員弁町大泉

### 通過していた自治体
- 三重県
  - いなべ市

### 交差していた道路
| 交差していた道路                  | 交差していた場所 | 交差していた場所  |
| --------------------------------- | ---------------- | ----------------- |
| 三重県道556号大泉東停車場北大社線 | 員弁町東一色     | 起点              |
| 三重県道611号大泉多度線           | 員弁町大泉       | 大泉交差点 / 終点 |

### 沿線
- 三岐鉄道北勢線 大泉駅